# David Lancaster Nicolson
David Lancaster Nicolson (ur. 20 września 1922 w Londynie, zm. 19 lipca 1996 tamże) – brytyjski menedżer, inżynier i polityk, poseł do Parlamentu Europejskiego I kadencji.

## Życiorys
Syn kanadyjskiego inżyniera. Ukończył St Paul’s School w Londynie i inżynierię mechaniczną na Imperial College London. Podczas II wojny światowej służył jako lejtnant konstruktor w ramach służby pomocniczej Royal Navy, m.in. podczas inwazji na Normandię. Po wojnie pracował jako menedżer produkcji w Bucyrus-Erie Co. w South Milwaukee i Production-Engineering Ltd. Następnie był dyrektorem w P-E Consulting Group i konglomeracie przemysłowym BTR Industries (1969–1984). W latach 1971–1975 kierował zarządem British Airways, w trakcie jego kadencji nastąpiło połączenie British Overseas Airways Corporation oraz British European Airways. Następnie w 1975 został dyrektorem Rothmana International. Zasiadał również w organach organizacji gospodarczych, m.in. Confederation of British Industry.
W 1979 wybrany posłem do Parlamentu Europejskiego z ramienia Partii Konserwatywnej, przystąpił do frakcji Europejscy Demokraci. W 1984 nie ubiegał się o reelekcję. W latach 1985–1988 zajmował stanowisko dyrektorskie w Ruchu Europejskim, był także prokanclerzem Uniwersytetu Surrey. Zasiadał w zarządach różnych przedsiębiorstw. W 1992 przeszedł na emeryturę.

## Życie prywatne
W 1945 poślubił Joan Griffiths (zm. 1992), mieli troje dzieci. W 1992 ożenił się z Beryl Thorley. Odznaczony Medalem Wojny 1939–1945 z okuciem Mentioned in Despatches za naprawę statku pomimo ognia nieprzyjaciela. W 1975 przyjęty do szlachty.